# GAZ-67
GAZ-67 a fost un SUV produs de GAZ în perioada 1944-1953, a reprezentat o dezvoltare ulterioară a vehiculului GAZ-64. Aproximativ 5.000 dintre aceste vehicule au fost produse și vândute și au fost exportate în România, Serbia, Croația și Bulgaria. A fost folosit pe scurt în cel de-al doilea război mondial și producția sa a continuat până în anii postbelici, deoarece era mai popular decât camionul GAZ-64. Vehiculul a fost în cele din urmă înlocuit de cel mai popular GAZ-69. În 1951 au fost produse și vândute aproximativ 989 de unități ale vehiculului și acesta a fost cel mai popular an de producție al vehiculului.